# Linea Shizuoka-Shimizu
La  linea Shizuoka-Shimizu (静岡鉄道静岡清水線?, Shizuoka Tetsudō Shimizu-sen), gestita dalla società Ferrovia di Shizuoka è una ferrovia urbana a scartamento ridotto che unisce la stazione di Shin-Shizuoka con quella di Shin-Shimizu, e corre pressoché parallela alla linea principale Tōkaidō all'interno dell'area comunale di Shizuoka, nella prefettura omonima, ma offrendo un numero maggiore di fermate e servizi.

## Servizi e stazioni
Tutti i treni sono costituiti da due casse, e la frequenza è di circa 15 treni all'ora durante l'ora di punta (un treno ogni 4 minuti), abbassata a circa un treno ogni 6-7 minuti durante il resto della giornata. Il tempo di percorrenza dei treni fra Shin-Shizuoka e Shin-Shimizu è di 21 minuti, ma la mattina sono presenti alcuni treni espressi che, saltando alcune stazioni minori, riducono i tempi di percorrenza di qualche minuto.
I treni espressi sono ricomparsi con il cambio orario del 1º ottobre 2011, dopo 15 anni di assenza, con due treni in direzione Shin-Shizuoka la mattina. Fra il 10 dicembre 2011 e il 9 gennaio 2012 è apparso anche un treno speciale, chiamato "Senoba-gō", che fermava a Shin-Shizuoka e quindi tutte le stazioni da Furushō a Shin-Shimizu.

### Stazioni
- Tutte le stazioni si trovano nella città di Shizuoka nella prefettura di Shizuoka
- Tutti i treni locali (non indicati in tabella) fermano in tutte le stazioni
- I treni Espressi Pendolari (EP) ed espressi (EX) sono disponibili solo la mattina
- L'espresso periodico "Senoba-gō" è stato attivo dal 10 dicembre 2011 al 9 gennaio 2012
- Non sono disponibili collegamenti diretti sulla linea JR

Legenda
●: il treno ferma; ▲: fermano solo i treni in direzione Shin-Shizuoka;｜: il treno passa;↑↓: il treno passa nella direzione indicata
| Num. | Stazione                | Giapponese   | Distanza interst. | Distanza totale | EP | EX | SE | Collegamenti                                           | Posizione  |
| ---- | ----------------------- | ------------ | ----------------- | --------------- | -- | -- | -- | ------------------------------------------------------ | ---------- |
| S01  | Shin-Shizuoka           | 新静岡       | -                 | 0.0             | ●  | ●  | ●  | Linea principale Tōkaidō Tōkaidō Shinkansen (Shizuoka) | Aoi-ku     |
| S02  | Hiyoshichō              | 日吉町       | 0.5               | 0.5             | ●  | ↓  | ▲  |                                                        | Aoi-ku     |
| S03  | Otowachō                | 音羽町       | 0.5               | 1.0             | ↑  | ↓  | ｜ |                                                        | Aoi-ku     |
| S04  | Kasugachō               | 春日町       | 0.5               | 1.5             | ↑  | ↓  | ｜ |                                                        | Aoi-ku     |
| S05  | Yunoki                  | 柚木         | 0.5               | 2.0             | ↑  | ↓  | ｜ |                                                        | Aoi-ku     |
| S06  | Naganuma                | 長沼         | 1.1               | 3.1             | ↑  | ↓  | ｜ | Linea principale Tōkaidō (Higashi-Shizuoka)            | Aoi-ku     |
| S07  | Furushō                 | 古庄         | 0.7               | 3.8             | ●  | ↓  | ●  |                                                        | Aoi-ku     |
| S08  | Ken-Sōgō Undōjō         | 県総合運動場 | 1.0               | 4.8             | ↑  | ●  | ●  |                                                        | Suruga-ku  |
| S09  | Kenritsu Bijutsukan-mae | 県立美術館前 | 0.9               | 5.7             | ↑  | ↓  | ●  |                                                        | Shimizu-ku |
| S10  | Kusanagi                | 草薙         | 0.7               | 6.4             | ●  | ●  | ●  | Linea principale Tōkaidō (Kusanagi JR)                 | Shimizu-ku |
| S11  | Mikadodai               | 御門台       | 1.0               | 7.4             | ●  | ●  | ●  |                                                        | Shimizu-ku |
| S12  | Kitsunegasaki           | 狐ヶ崎       | 0.9               | 8.3             | ●  | ●  | ●  |                                                        | Shimizu-ku |
| S13  | Sakurabashi             | 桜橋         | 1.7               | 10.0            | ●  | ●  | ●  |                                                        | Shimizu-ku |
| S14  | Irieoka                 | 入江岡       | 0.3               | 10.3            | ↑  | ↓  | ●  |                                                        | Shimizu-ku |
| S15  | Shin-Shimizu            | 新清水       | 0.7               | 11.0            | ●  | ●  | ●  | Linea principale Tōkaidō (Shimizu)                     | Shimizu-ku |